# Kélian Galletier
Pour les articles homonymes, voir Galletier.

a Compétitions nationales et continentales officielles uniquement.

b Matchs officiels uniquement.
Dernière mise à jour le 28 mars 2023.
Kélian Galletier, né le 18 mars 1992 à Montpellier (Hérault), est un joueur international français de rugby à XV jouant au poste de troisième ligne centre ou troisième ligne aile au NOLA Gold en Major League Rugby.
Il est le fils de Jean-Paul Galletier, ancien joueur et capitaine du club de 1986 à 1993 et le cousin du rugbyman Guillaume Galletier.
Avec le Montpellier HR, il remporte le Challenge européen en 2016 et devient champion de France en 2022.

## Biographie

### Jeunesse et formation
Né à Montpellier et formé à l'école de rugby du Pic Saint-Loup, à Saint-Clément-de-Rivière, de 9 à 15 ans, Kélian Galletier intègre ensuite le centre de formation du Montpellier HR avec lequel il va remporter un titre de champion de France cadets Alamercery en 2009, un titre de champion de France juniors Reichel en 2011 et un titre de champion de France espoirs en 2013.
Il fait partie de la promotion Adrien Chalmin (2010-2011) au Pôle France du Centre national de rugby de Linas-Marcoussis aux côtés de, entre autres, Yohann Artru, Tom Ecochard, Sébastien Taofifénua, Vincent Martin et Fabrice Catala.

### Carrière professionnelle
Kélian Galletier joue son premier match en Top 14 la saison suivante, le 3 septembre 2011, contre le CA Brive au stade Yves-du-Manoir.
Le 13 juin 2016, Guy Novès l'appelle dans le groupe sélectionné en équipe de France pour disputer la tournée d’été en Argentine. Il obtient sa première sélection lors du deuxième test contre les Pumas
Il fête sa deuxième sélection lors du match du tournoi des Six Nations 2018 contre l'Italie ainsi que sa troisième lors du match suivant contre l’Angleterre, victorieux 22 à 16. Dernièrement, en juin 2018, il a participé à la tournée en Nouvelle Zélande face aux All Blacks, en jouant en tant que titulaire les 2 derniers matchs.
Galletier et le MHR s'inclinent en finale du Top 14 2018 au stade de France (29-13) contre le Castres Olympique.
A l'orée de la saison 2018-2019, il est intégré à la liste XV de France de 40 joueurs et participe au premier stage de développement du 5 au 12 juillet 2018 au CNR de Marcoussis,.
Toujours dans le groupe montpelliérain en 2021-2022, il remporte le Top 14 bien qu'il ne participe pas à la finale.
En 2022, après quinze années passés au sein du MHR, il quitte le club pour rejoindre l'USA Perpignan pour un contrat de deux saisons.
Le 16 octobre 2024, il est annoncé qu'il rejoint la franchise américaine de NOLA Gold pour disputer la saison 2025 de la Major League Rugby. 

## Vie privée
Kélian Galletier est diplômé en 2015 d’un Master 2 de commerce de la Business School Montpellier. À côté de sa carrière il est associé à de nombreux projets entrepreneuriaux (tels que l'agence immobilière Immovalie ou encore le Factory Club) et intervient aussi auprès d'écoles et entreprises.

## Statistiques en équipe nationale
- 6 sélections avec l'équipe de France
- Sélections avec l'équipe de France des moins de 20 ans (participation à la Coupe du monde 2012 en Afrique du Sud)
- Sélections avec l'équipe de France des moins de 19 ans
- Sélections avec l'équipe de France des moins de 18 ans

## Palmarès

### Jeunes
- Vainqueur du Championnat de France cadets Alamercery en 2009 avec le Montpellier HR.
- Vainqueur de la Coupe Frantz-Reichel en 2011 avec le Montpellier HR.
- Vainqueur du Championnat de France espoirs en 2013 avec le Montpellier HR.

### Senior

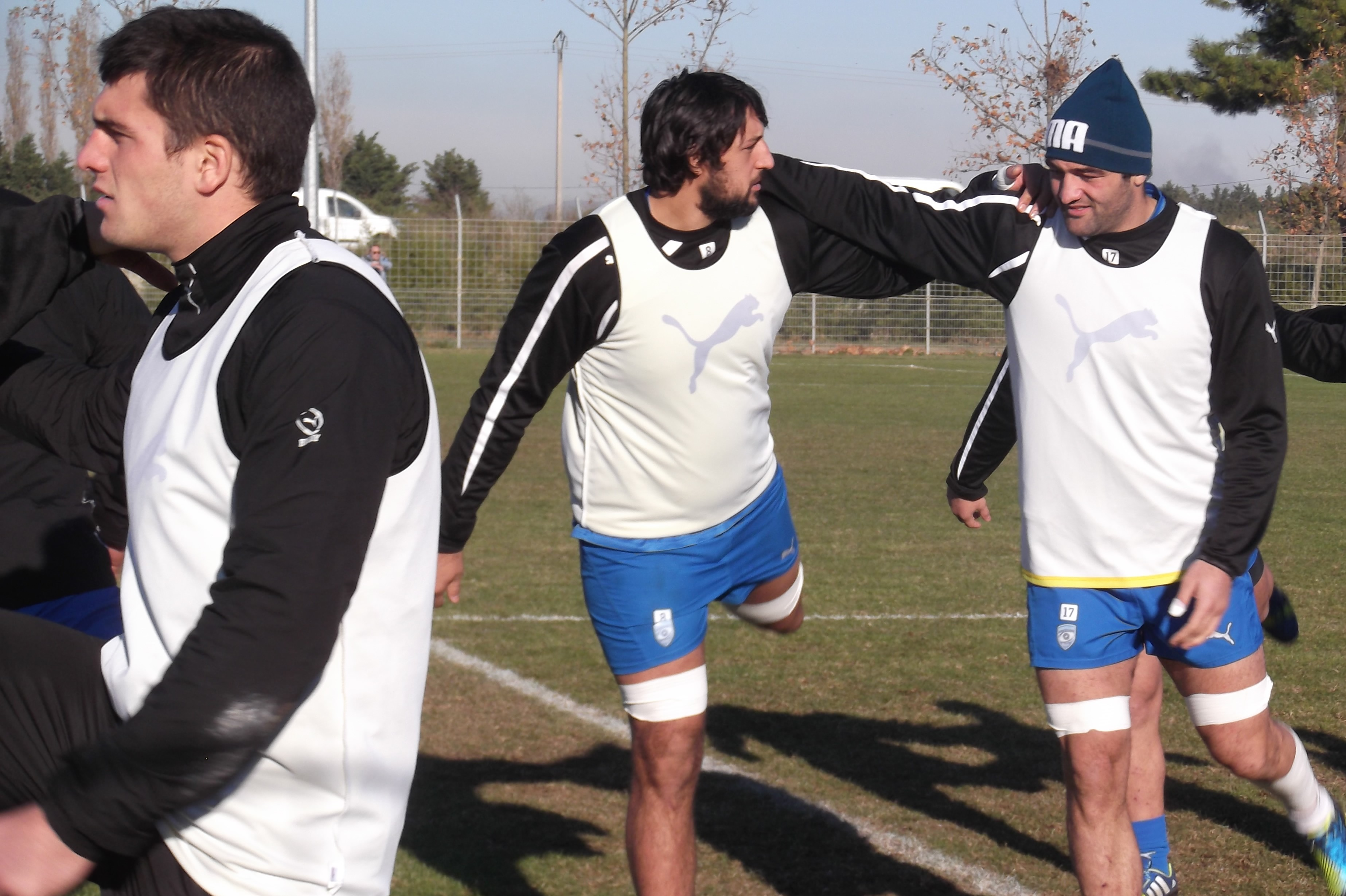
Kélian Galletier (à gauche) lors d'un entraînement public du MHR.

- Vainqueur du Challenge européen en 2016 avec le Montpellier HR.
- Finaliste du Championnat de France en 2018 avec le Montpellier HR.
- Vainqueur du Championnat de France en 2022 avec le Montpellier HR[Note 1]